# Гандвик

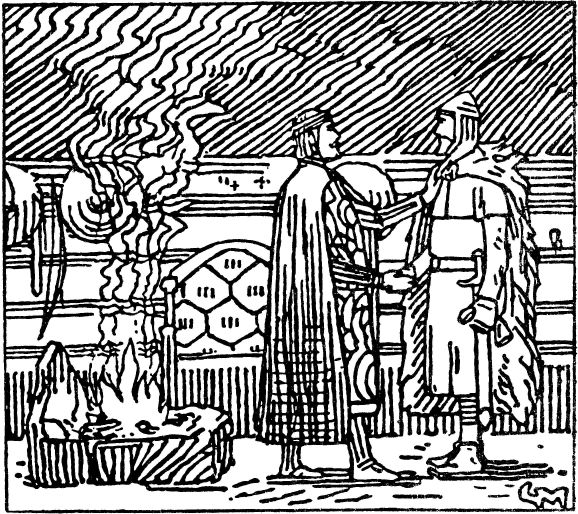
Олав Святой отправляет Карли в поход на берега Гандвика в Биармию.

Гандвик (др.-сканд. Gandvik, от др.-сканд. Gan — «волшебство» (или др.-сканд. Gandr — «волк») и др.-сканд. Vik — «залив») — в скандинавских сагах название морского залива, на берегах которого расположена Биармия («страна Бьярмов») — цель торговых и грабительских походов древних викингов. Согласно традиционной версии, поддерживаемой многими современными исследователями, Гандвиком скандинавы первоначально называли весь Северный Ледовитый океан на северо-восток от Скандинавии, который воспринимался ими как громадный залив. Впоследствии понятие сузилось и стало обозначать только Белое море. Данная версия подвергается критике. Выдвигаются и другие гипотезы локализации залива.

## Этимология названия
Вторая часть названия «Гандвик» означает «залив», и довольно часто встречается в скандинавской топонимике. Первая часть труднее поддается точному определению. К. Ф. Тиандер считал что под словом «Ganda» можно понимать леших и всевозможных чудищ. В подтверждение этой версии он приводит ряд слов сохранившихся в германских языках («Ganderis» — «чудовище-великан»; «Gandulfus», «Candolfus» — «чудовищe-волк»; «Candosalus» — «чёрное чудовище») и понимает название «Гандвик» как «Залив Чудовищ». Современные исследователи трактуют название просто как производное от др.-сканд. Gan — «волшебство».
Р Ф. Набиев высказал предположение о том, что термин «Гандвик» принадлежит языку, относившемуся к тунгусо-маньчжурской группе, субстратные следы которой выявляют специалисты по ономастике в северо-восточной Европе. Не исключено, что его носителями были гунны и ранние булгары. По его мнению название означает «не-красивый». Как оппозицию можно сравнить с «Фергана» — «пре-красная»..

## В источниках

### Скальдическая поэзия
Наиболее раннее упоминание Гандвика (около 976 года) находится в висе (ниде) исландского скальда Эйольва Вальгердарсона, адресованной Харальду Гормссону. В ней скальд призывает исландцев встретить датского конунга с оружием «в старой туманной земле Гандвика». Также кратко этот залив упоминается в висе Эйлива Годрунарсона из его поэмы «Þórsdrápa» (около 1000 года). В целом упоминания Гандвика в скальдической поэзии кратки и не дают ориентиров для его географической локализации.

### Скандинавские саги
Гандвик неоднократно упоминается в скандинавских сагах. В сагах, содержащих описание Норвегии и сопредельных земель («Описание Земли I», «Красивая кожа» и другие), указываются расположение Гандвика на севере Норвегии («там, где Финнмарк»).

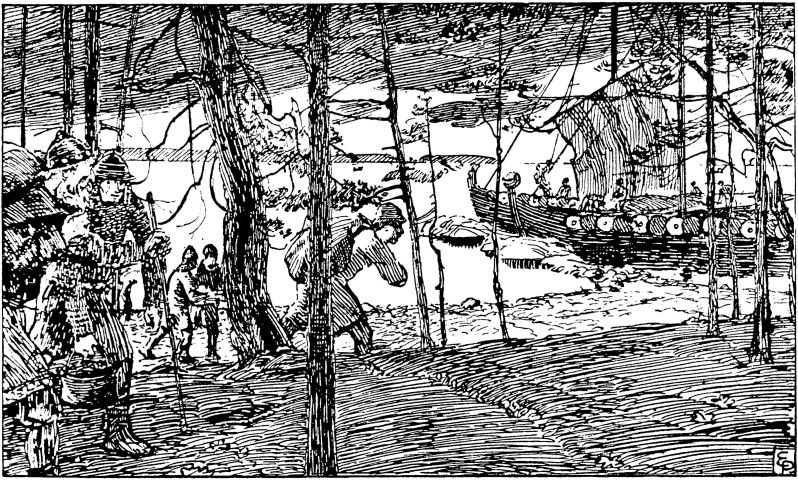
Ограбление святилища Йомали. Торир Собака возвращается с добычей на корабли.

При попытках локализации, часто исследователями приводится эпизод из саги об Олаве Святом, рассказывающий о походе Карли, Гуннстейна и Торира Собаки в Биармию, в котором указывается несколько географических ориентиров, позволяющих определить маршрут путешествия, а также даётся описание характера берегов Гандвика и проживающего там населения. Согласно данного источника, находясь в Сарпсборге, Олав Святой приказал халоголандцу Карли организовать экспедицию в «страну Бьярмов». Карли пересёк южную Норвегию по суше и, пройдя через Упплёнд, вышел к Нидаросу. Там он, вместе с братом Гунстейном, сел на корабль и ранней весной отправился на север, через Халоголанд и Финнмёрк. К этому походу на своём корабле также присоединился Торир Собака. Конечным пунктом маршрута была река Вина, которая исследователями, придерживающимися традиционной версии локализации Гандвика и Биармии, часто соотносится с Северной Двиной. Таким образом, буквальное следование ориентирам указанным в данной саге, приводит к выводу, что поход в Биармию и Гандвик скандинавы совершали вдоль побережья Норвегии огибая с севера Скандинавский полуостров. Для решения проблемы локализации Гандвика ценным является сообщение саги об ограблении викингами святилища божества Йомали (Юмали). Из данного факта исследователи делают вывод, что на берегах Гандвика проживал народ фино-угорской группы.

### Другие источники
Путешествие Оттара

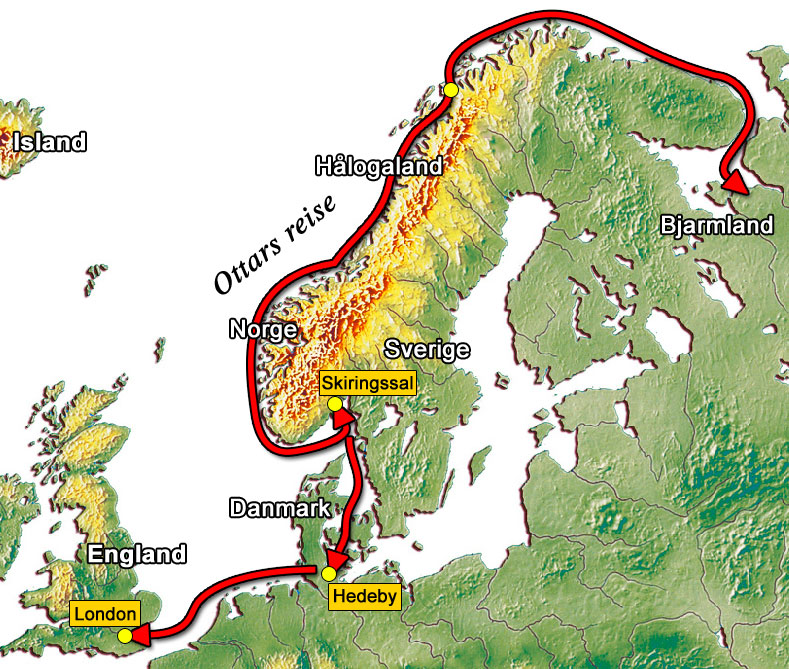
Странствия Оттара на современной карте с норвежской аннотацией.

При решении проблемы местонахождения Гандвика часто используется данные Оттара из Холугаланда о его походе в страну Бьярмов. Этот рассказ описан во вставке «Путешествие Оттара», сделанной в переводе на англосаксонский язык «Истории против язычников» Павла Орозия. Непосредственно в рассказе Гандвик не упоминается, но так как, согласно скандинавских саг, Биармия расположена на берегах этого залива, данный рассказ является ценным источником для его локализации.
Средневековые карты
В предисловии к своей книге «Деяния данов» Саксон Грамматик называет залив, омывающий Скандинавский полуостров с северо-востока — «Грандвик». Это же название («Grandvicus sinus») фигурирует на многих топографических картах XVI века. По-мнению К. Ф. Тиандера изменение названия связано с желанием переосмыслить ставшее непонятным название «Гандвик», увязав его с прилагательным лат. grandis — «большой». По-видимому, получая данные из скандинавских («Гандвик») и русских («Белое море») источников и не очень ориентируясь в географии столь удалённых территорий, средневековые европейские картографы часто помещали на востоке Скандинавского полуострова несуществующее озеро «Lacus albus» («Белое озеро»), исчезнувшее с европейских карт только в XVII веке. На этих же картах положение Биармии указывалось на Кольском полуострове или в Карелии.

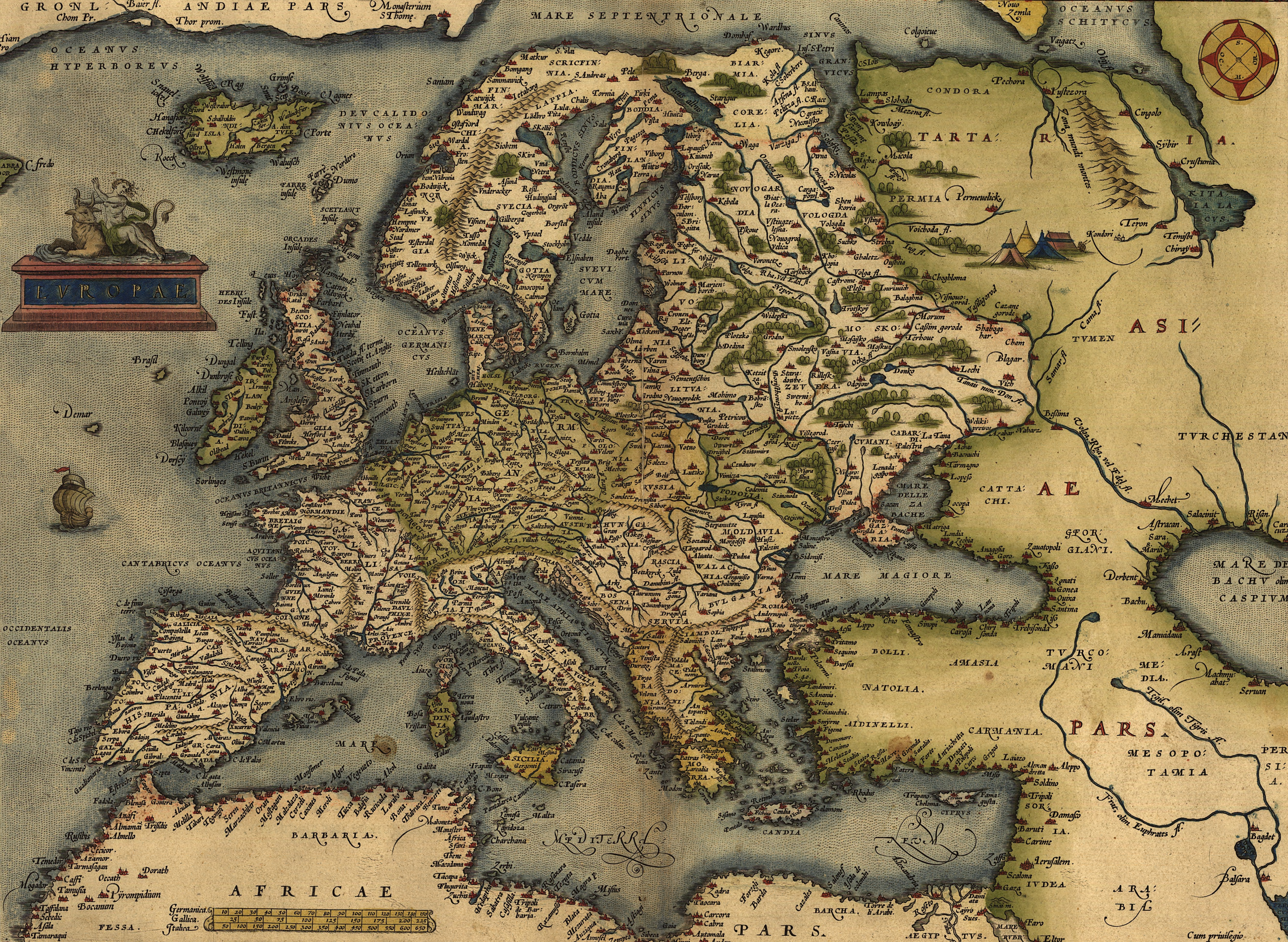
Карта Ортелия, 1572 год. Белое море названо «Granvicvs sinvs». Западнее его показано озеро «Lacus albus». Река Онега на карте впадает и в озеро, и в море.
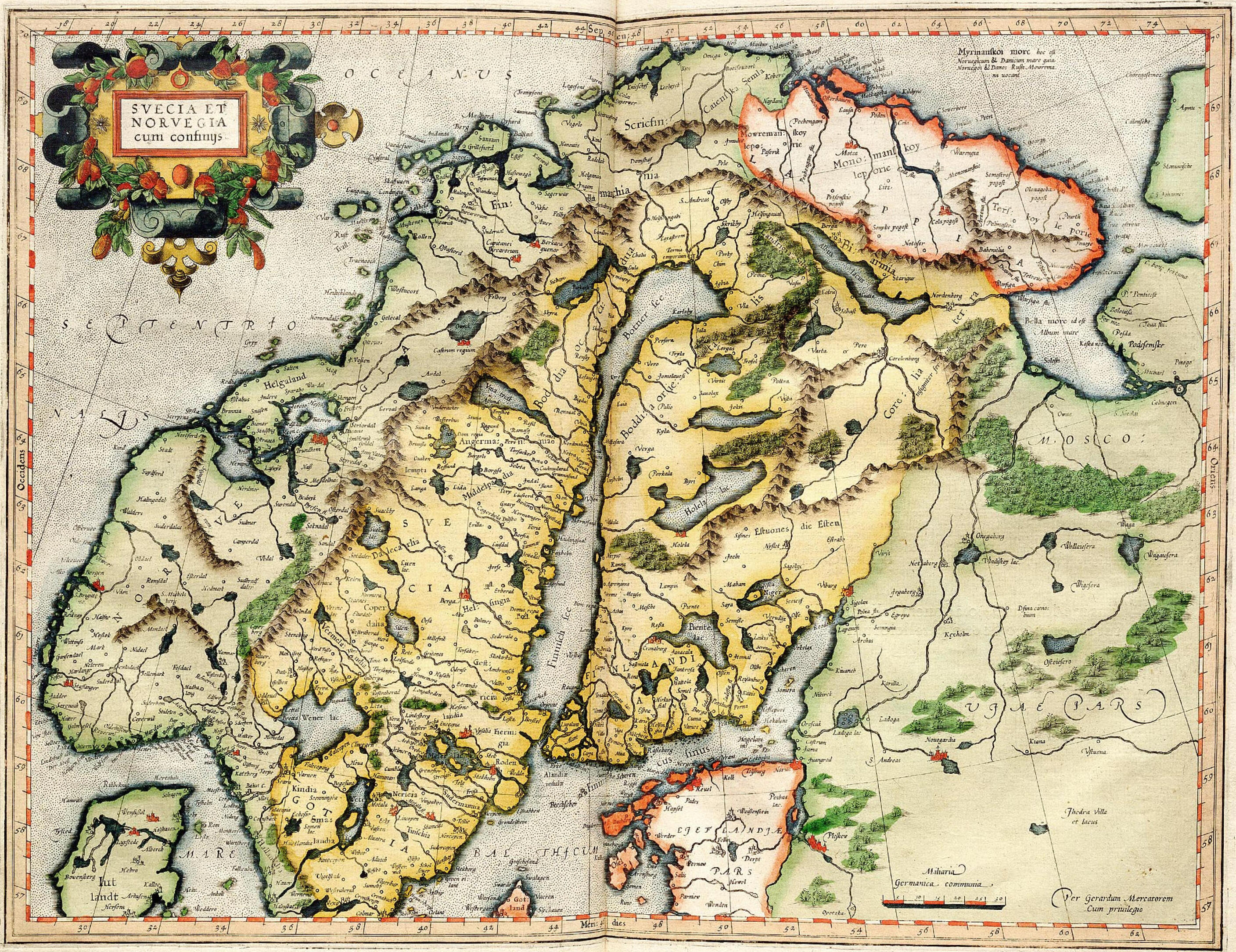
Карта Скандинавии из атласа Меркатора, 1595 год. Белое море названо «Bella more id est Album mare». Также присутствует озеро «Lacus albus».

## Версии локализации
В древнескандинавских источниках о пути в Биармию рассказывается как о пути по Гандвику. Для современных исследователей, эти два топонима поставлены в однозначную зависимость, и от локализации на современных картах одного из них, зависит локализация другого. Существующие версии местонахождения Гандвика и Биармии можно условно разделить на две большие группы.

### Арктическая версия
Большая часть исследователей связывает понятий Гандвика с Белым морем (некоторые — с другими местами Арктического региона), а Биармию располагает в нижнем течении Северной Двины (либо — в Карелии или на Кольском полуострове). Эта версия часто обозначается как «традиционная».

## В современной топонимике
- К. Ф. Тиандер считал, что слово «Гандвик» не совсем затерялось со временем, а сохранилось в ряде названий Беломорского региона. Так, например, он трактует современное название западной части Белого моря — «Кандалакша», как производное от Ganda-Lahti (от фин. Lahti — «Залив»).[16][9] Также им высказывается предположение о том, что современное название «Канин Нос», по-видимому, является производным от норв. Gandnas, в подтверждение чего им приводятся название этого беломорского мыса на средневековых европейских картах («Kanda Noss», «Kandanoes», «Kandin nos», «Candnais», «Candenose»).[17]
- В современной Норвегии в муниципалитете Нессебю (Финнмарк) существует небольшая деревня, расположенная на южной стороне Варангерфьорда, называемая Гандвик[норв.]. К западу от деревни также расположена электростанция «Гандвик[норв.]».
- Имя Гандвик присвоено одной из патер на поверхности Тритона.[18]